# ヴィルヘルム・フリック
ヴィルヘルム・フリック（ドイツ語: Wilhelm Frick, 1877年3月12日 - 1946年10月16日）は、ドイツの政治家。国家社会主義ドイツ労働者党（ナチ党）国会議員団長、テューリンゲン州内務大臣兼教育大臣、ドイツ国（ヒトラー内閣）内務大臣、ベーメン・メーレン保護領総督を歴任した。全権委任法、ニュルンベルク法、強制的同一化政策の制定、ナチス式敬礼の義務化に大きく貢献した。ニュルンベルク裁判において死刑判決を受け、処刑された。

## 生涯

### 生い立ち
1877年3月12日、ドイツ帝国領邦バイエルン王国のアルゼンツに教師ヴィルヘルム・フリック（Wilhelm Frick）の息子として生まれる。母はその妻ヘンリエッタ（Henriette, 旧姓シュミット(Schmidt)）。祖父は父方も母方も北プファルツの農民だった。フリックは四人兄弟の末子で兄1人と姉2人がいた。
カイザースラウテルンの小学校、ギムナジウムを出た後、1896年から1901年にかけてゲッティンゲン大学、ベルリン大学、ミュンヘン大学、ハイデルベルク大学などに通い、1901年にハイデルベルク大学から法学博士号を授与された。1900年から1903年までカイザースラウテルンで弁護士をしていた。

### バイエルン時代
1903年にバイエルン王国の判事補試験(Assessorexamen)に合格し、税金問題に携わった。翌年から司法官としてミュンヘンを中心としたオーバーバイエルン管区庁で勤務する。
1905年からミュンヘン警察本部(de)の次席検事(Amtsanwalt)となる。1907年からはピルマーゼンスで管区庁試補となる。第一次世界大戦には従軍していない。1917年からは行政試補となり、ミュンヘン警察本部で不当利得者や密売買を取り締まる部署の部長を務めた。
1919年には行政公務員及びミュンヘン警察本部政治警察長に就任。ちょうどバイエルン・レーテ共和国の樹立騒ぎがあった時期でフリックは共産主義者の取り締まりに尽力した。。1921年にはミュンヘンの警察第3局課長となり、1923年2月からはミュンヘン警察本部の刑事警察長に任命される。

### ナチ党入党
1923年に国家社会主義ドイツ労働者党（ナチ党）の党首アドルフ・ヒトラーと初めて出会った。ヒトラーが党集会を行いたい旨の申請を警察の政治部長だったフリックのところへ持参したのがきっかけだった。ヒトラーとナチ党の理想に共感したフリックは、同年にナチ党に入党した。1923年11月のミュンヘン一揆にも参加したため逮捕され、服務規定違反を理由にバイエルン州での公務を解雇された。

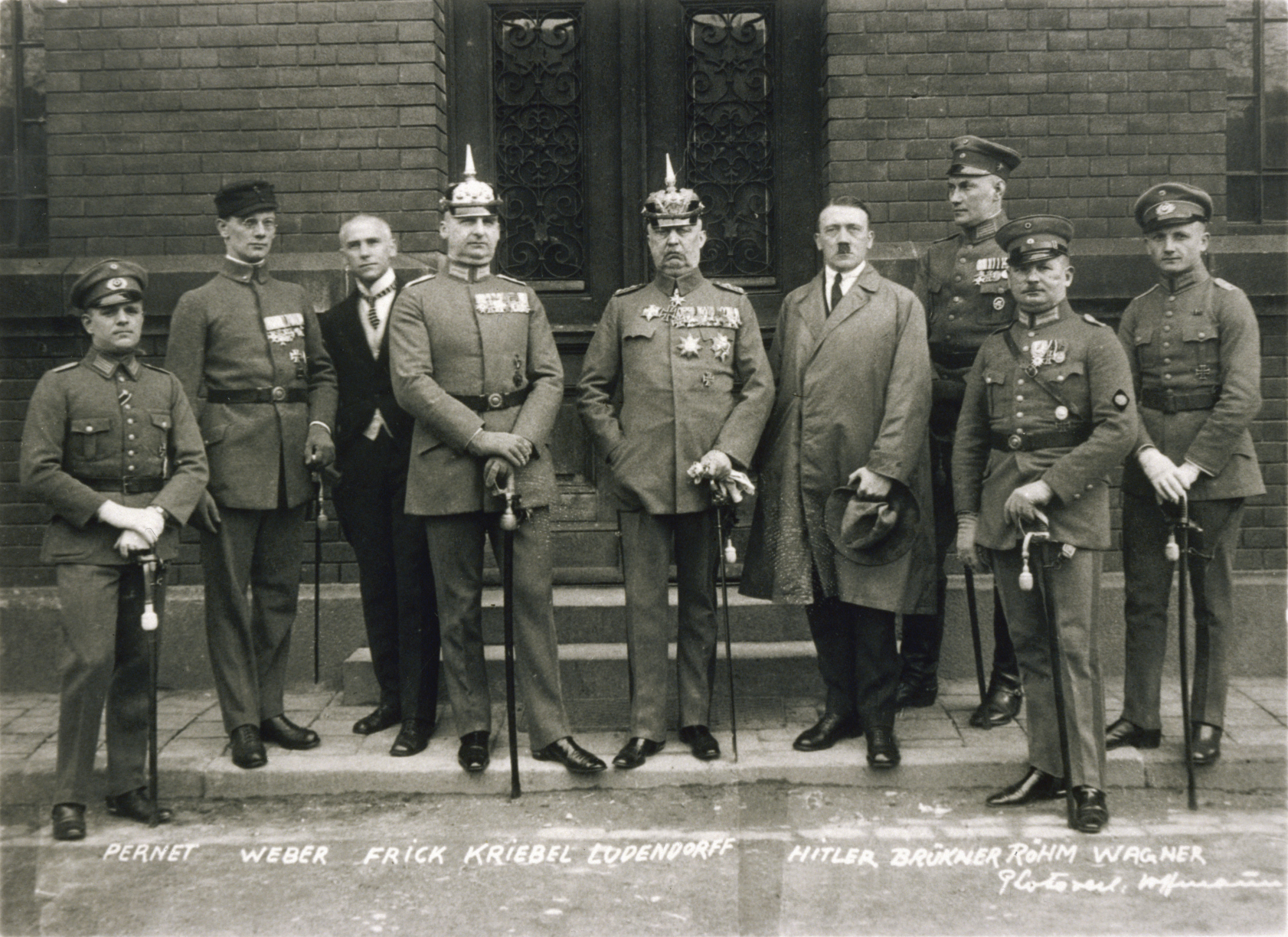
1924年4月1日、ミュンヘン一揆の裁判にかけられる被告たち。左から三人目(背広の人物)がフリック。中央はルーデンドルフ将軍、その右はヒトラー。

主要参加者としてヒトラーやルーデンドルフ、レームらとともに裁判にかけられ、1924年4月1日の判決で15か月の禁固刑判決を受けたが、執行猶予が付けられ、判決後に釈放された。
1924年5月4日、ナチ党の友党「ドイツ民族自由党」から国会議員選挙に出馬し初当選した。同年、当時としては衝撃的な二つの法案を国会に提出した。ユダヤ人の公職就任禁止法案とユダヤ人と非ユダヤ人の婚姻を禁止する法案である。これは後にナチ党政権下で反ユダヤ主義法「ニュルンベルク法」として可決成立することとなる。
1924年からはミュンヘン警察本部の刑事課課長、1926年にはミュンヘン最高保健局首席高級官吏となる。
1925年にナチ党が再建すると再入党し、1928年にはナチ党の全国指導者として同党国会議員団の団長となる。
フリックは国会議員の力を使ってヒトラーがドイツ市民権を取得できるよう尽力した。当時のドイツでは公務員になれば自動的にドイツ市民権を取得することになっていたので、ヒトラーをヒルドブルクハウゼンという小さな町の治安関係の公務員に成れるよう手筈を整えた。しかしあまりにみすぼらしい役職にヒトラーが激怒して辞令を破り捨ててしまった。結局、1932年2月25日になってフリックはブラウンシュヴァイク州のベルリン駐在州公使館付参事官という形式でヒトラーにドイツ国籍を与えることに成功した。フリックはこの業績を最も誇りにしていた。

### テューリンゲン州内務大臣・教育大臣

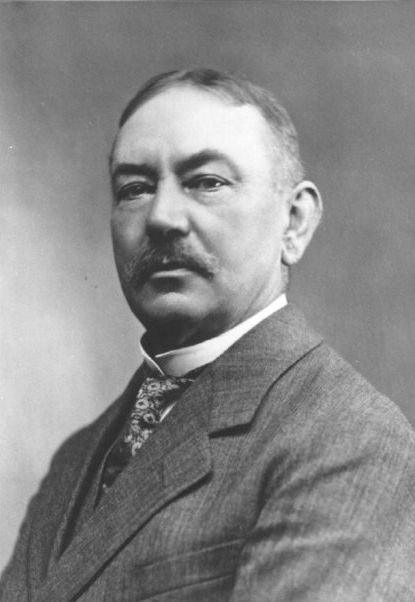
エルヴィン・バウムテューリンゲン州首相

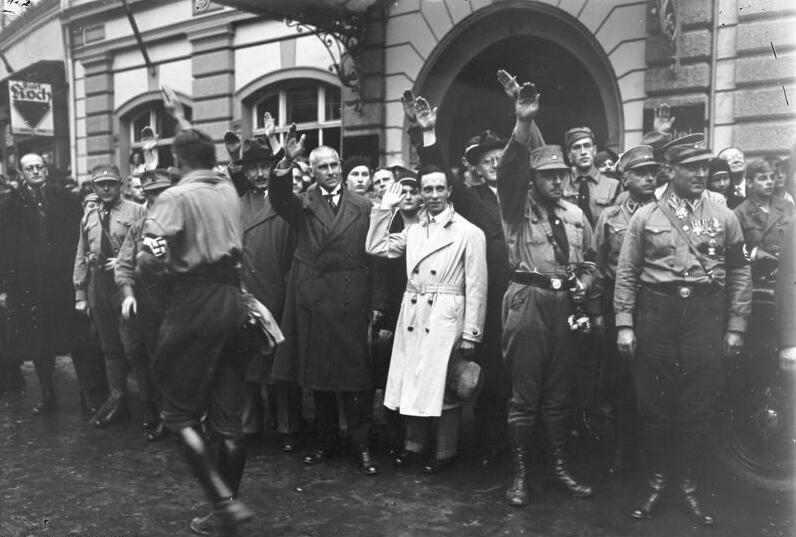
1930年10月、テューリンゲン州州都ヴァイマール。突撃隊の行進を見学するテューリンゲン州内務大臣フリック。右隣はヨーゼフ・ゲッベルス。

1929年12月8日のテューリンゲン州議会選挙でナチ党は11パーセントの得票を得て州議会に6名の議員を出した。
その結果テューリンゲン州首相エルヴィン・バウムはナチ党との連立を決意した。1930年1月23日にフリックがテューリンゲン州内務大臣兼教育大臣に就任した(de)。地方政府とはいえナチ党員が閣僚職を手にしたのはこの時が初めてだった。テューリンゲン州内務大臣・教育大臣としてフリックが行った政策は後のナチ党政権の政策の先駆けだった。
ヴァイマル共和政シンパの警察官はテューリンゲン州警察から次々と追放され、ナチ党員やナチ党シンパの警察官が続々と送りこまれた。1930年7月にはイエナ大学にナチ党お抱えの人種学者ハンス・ギュンターの人種学の特別講座を設けさせた。反戦映画「西部戦線異状なし」は上映禁止処分となり、ジャズも禁止された。州の芸術大学ではかつてヴァイマルにあったバウハウス色の一掃が図られ、退廃美術反対派の評論家シュルツェ＝ナウムブルクが招聘されて近代美術の展示や近代音楽の演奏が禁止された。一方で反ユダヤ主義プロパガンダ作品には一切の検閲が廃されてやりたい放題となった。
1931年4月1日にテューリンゲン州内務大臣・教育大臣職を辞した。1932年から再びミュンヘン最高保健局所属となる。

### ドイツ国内務大臣

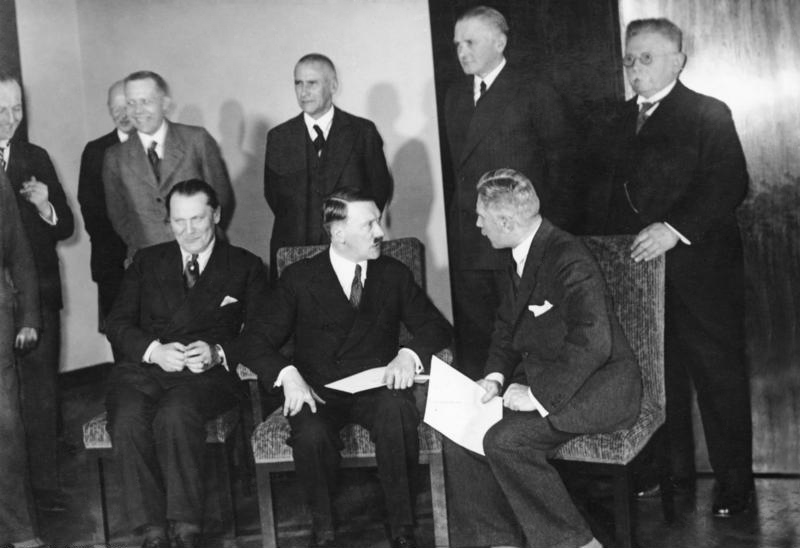
1933年1月30日、アドルフ・ヒトラー内閣成立。ヒトラーのすぐ後ろに立っている人物がヴィルヘルム・フリック内務大臣。

1933年1月30日、パウル・フォン・ヒンデンブルク大統領よりアドルフ・ヒトラーが首相に任命された。フリックは内務大臣としてヒトラー内閣に入閣した。成立当初のヒトラー内閣におけるナチ党員は、首相アドルフ・ヒトラー、無任所大臣ヘルマン・ゲーリング、そして内務大臣フリックの3名のみで、他の閣僚メンバーはフランツ・フォン・パーペン内閣時代からの貴族閣僚とナチ党の連立相手である国家人民党のアルフレート・フーゲンベルク、鉄兜団のフランツ・ゼルテなどによって占められていた。大統領パウル・フォン・ヒンデンブルクの影響が大きく、権威主義的保守閣僚たちがナチ党閣僚三人を取り囲む構図になっていた。フリックは1943年までの10年間にわたって内務大臣を務め続けることになる。
政権初期に大きな権限を持っていたフリックはナチ党の強制的同一化政策を推し進めた。1933年3月23日には全権委任法に内務大臣として署名した。これによりヒトラー独裁体制が確立された。さらに1933年12月1日には「党と国家の統一のための法律」に署名。これによりナチ党とドイツ政府は一体化され、ナチ党以外の政党の存続と樹立は禁止された。
内務大臣としてのフリックはドイツの地方政府の自治権を奪い、中央集権体制を確立するのを急いだ。フリックは1933年3月にハンブルクで「中央政府に服従しようとしない州政府があれば軍隊を差し向ける。」と演説した。そして1933年3月9日から3月15日にかけて各州の自治権取り上げが行われた。強い抵抗を見せたハインリヒ・ヘルトのバイエルン州政府も3月9日にはフランツ・フォン・エップ率いる突撃隊・親衛隊部隊によって制圧された。
しかしプロイセン自由州だけはうまくいかなかった。プロイセン内務大臣を兼任していたゲーリングはプロイセン行政機関を自らの私的機関に仕立て上げてフリックのドイツ国内務省に吸収されるのを避けようと図ったためである。フリックは1933年11月に警察権を完全に中央政府へ移行させることを企図したが、この時もゲーリングはゲシュタポをプロイセン内務省から独立させて自分の直接指揮下の機関にするなどして逃れようとした。フリックは、ゲーリングへの対抗として、バイエルン州警察長官を務めていた親衛隊全国指導者ハインリヒ・ヒムラーに接近し、1933年末から1934年初頭にかけてヒムラーにプロイセン州を除く全州警察権力をヒムラーに委任した。ゲーリングは、この「フリック＝ヒムラー連合」との決定的な対立は望まず、1934年3月末に行われたゲーリングとフリックの間で交渉の結果、プロイセン州行政組織はプロイセン州財務省を除いてすべてドイツ国内務省に吸収されることとなった。ゲーリングの下でプロイセン内務省警察局長をしていたクルト・ダリューゲはドイツ内務省に入省した。1934年4月20日にはヒムラーがゲーリングからゲシュタポ長官代理に任じられゲシュタポの実質的指揮権を獲得した。

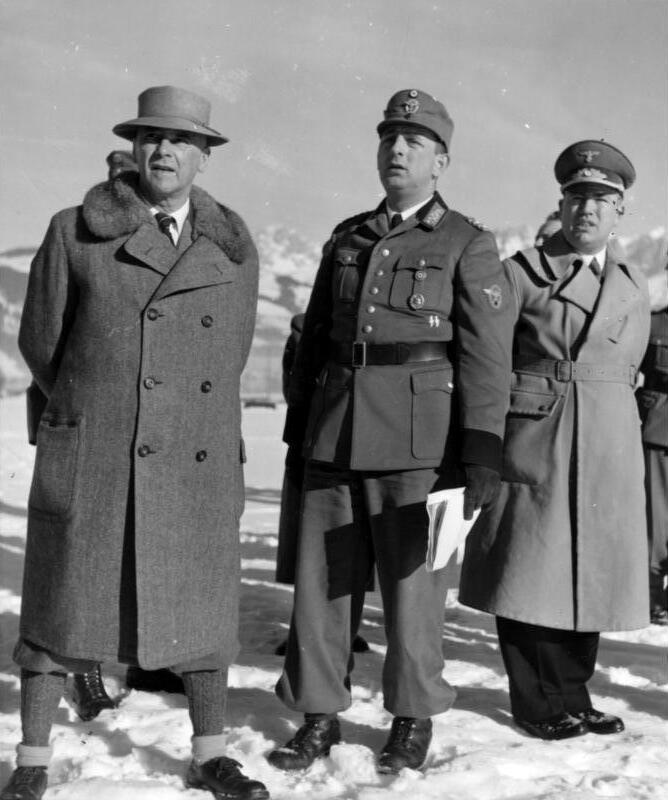
1939年2月にキッツビュールで行われた警察のスキー選手権。内務大臣ヴィルヘルム・フリック(左)と秩序警察長官クルト・ダリューゲ(中央)。

フリックはヒムラーを全面的に支持していたわけではなく、その強引な捜査手法について批判もしていた。1935年1月30日にフリックがヒムラーに宛てた書簡は「バイエルン州における"保護拘禁"数は他の州と比べても異常である」と苦言を呈している。フリックはヒムラーよりクルト・ダリューゲを高く評価していた。ダリューゲをドイツ国内務省警察局長に任命していた。フリックはヒムラーを名目的な事務職にしてダリューゲに警察の実権を掌握させる構想を持っていた。しかし1936年6月9日にヒトラーはヒムラーの全ドイツ警察長官就任と閣議への出席の提案を認めた。フリックはヒトラーに抗議したが、ヒトラーは「ヒムラーを閣僚に任命したわけではない。彼は"官房長官"として閣議に出席するだけだ」と述べてフリックを納得させた。フリックも応じるしかなくなり、1936年6月17日にヒムラーを全ドイツ警察長官に任じた。フリックの推すダリューゲはヒムラーから秩序警察長官に任命され一応厚遇されたが、ゲシュタポなど権力の源泉となる政治警察はすべてハイドリヒの保安警察にまとめられたため、ダリューゲの権力は低下した。ただし、フリックとヒムラーの両者の実際の力関係はともかくとして、形式上、国家全域の統一基準の設置が内務大臣であるフリックの権限に属することは疑いの無いところであった。
フリックは形式的な内務大臣である事が多かったとはいえ、見逃すことはできない犯罪的な法律の起草にも携わっている。ニュルンベルク法をはじめとするユダヤ人を社会から排除する法律や、1934年6月の「長いナイフの夜」での粛清を正当化する法律を起草したのはフリックの内務省であった。

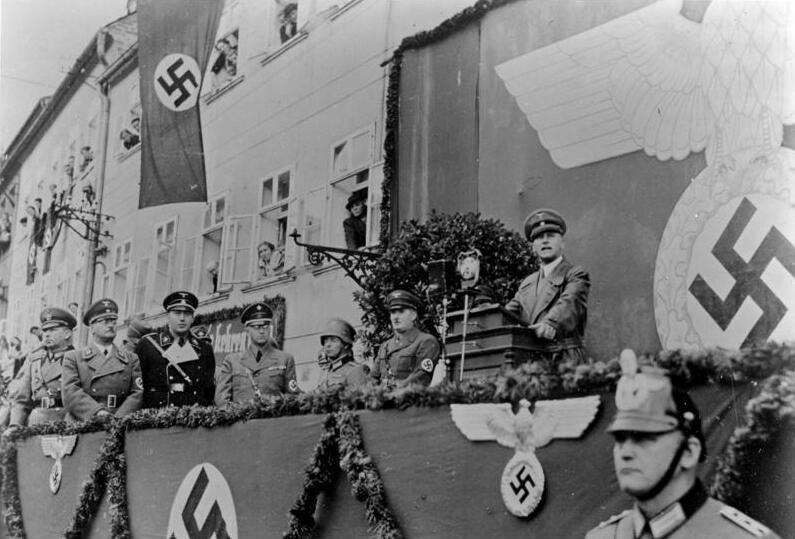
1938年9月23日、ズデーテンラントで演説するフリック。

1938年1月25日、ゲシュタポは内務大臣の承認を経ずに国民を保護拘禁することを認められ、これによってフリックが内務大臣として所持していたゲシュタポへの僅かな拘束力も完全に消滅した。第二次世界大戦開戦でドイツが完全に軍事国家と化してしまうとフリックの力は一段と低下した。戦時中SS権力がますます巨大化していく中、反SS的なフリックは邪魔な存在になり、1943年8月20日にフリックは内務大臣を解任された。後任の内務大臣に就任したのは、親衛隊全国指導者であり全ドイツ警察長官であるハインリヒ・ヒムラーであった。ただし代わりにフリックは無任所大臣に任命され、形式的な閣僚としての地位は保った。

### ベーメン・メーレン保護領総督
1943年8月24日、フリックはコンスタンティン・フォン・ノイラートの後任としてベーメン・メーレン保護領総督に任命された。しかし、ここでも実権は同保護領担当国務相カール・ヘルマン・フランクが握っており、事実上の左遷措置をとられたフリックは相変わらず形式的な存在でしかなかった。

### ニュルンベルク裁判

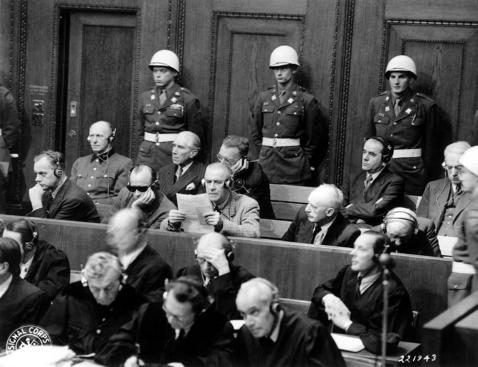
1945年11月27日、ニュルンベルク裁判公判中。前列左から三人目がフリック。

1945年5月4日、連合軍に逮捕された。1945年11月から始まったニュルンベルク裁判で起訴された。フリックは4つの起訴事項（第一起訴事項「侵略戦争の共同謀議」、第二起訴事項「平和に対する罪」、第三起訴事項「戦争犯罪」、第四起訴事項「人道に対する罪」）全てで起訴された。
公判中、フリックは無表情な顔と生気のない目をしていたため、精神分析医ダグラス・ケリー少佐はフリックを「最も目立たない被告」と呼んだ。裁判ではフリックは証言を拒否し、証言台に立たなかった。
1946年10月1日に判決が下った。判決はフリックについて「常に過激な反ユダヤ主義者として、ユダヤ人をドイツの生活・経済から締め出す目的を持つ、数多くの法律を起草し、署名し、実施した。」「フリックの反ユダヤ主義法令が"最終解決"への道を開いた。」「ベーメン・メーレン保護領総督としてのフリックの権限は前任者に比べてかなり制限されたものであったことは事実である。しかし彼はヨーロッパにおけるナチスの占領政策、特にユダヤ人に対する処置は十分に承知していた。」「メーメル、ダンツィヒ、西プロイセン、ポーゼン、オイペン、マルメディ、モレスネートなどにドイツ化を行ったことに責任を負う。」として、第二起訴事項「平和に対する罪」、第三起訴事項「戦争犯罪」、第四起訴事項「人道に対する罪」の3つで有罪とした。
彼に下された量刑判決は絞首刑だった。

### 処刑
1946年10月16日午前1時10分から自殺したヘルマン・ゲーリングを除く死刑囚10人の絞首刑が順番に執行された。フリックは、リッベントロップ、カイテル、カルテンブルンナー、ローゼンベルク、フランクの後、6番目に処刑された。フリックは絞首台の階段を昇る際によろけたので支えられながら昇った。最後の言葉は「不滅なるドイツ万歳！」だった。絞首刑はうまくいったとは言えず、フリックの顔は酷い傷を負った。恐らく落とし戸が小さすぎたことと首に縄をかける位置がよくなかったためと思われる。69歳没。
自殺したゲーリングを含めてフリックら11人の遺体は、アメリカ軍のカメラマンによって撮影された。撮影後、木箱に入れられ、アメリカ軍の軍用トラックでミュンヘン郊外の墓地の火葬場へ運ばれ、そこで焼かれた。遺骨はイーザル川の支流コンヴェンツ川に流された。

## 人物
- 米軍の拘留記録によると身長は178センチだった[41]。
- ニュルンベルク刑務所付心理分析官グスタフ・ギルバート大尉が、開廷前に被告人全員に対して行ったウェクスラー・ベルビュー成人知能検査によると、フリックの知能指数は124で、全被告人中ではヴァルター・フンクと並んで5番目に低かった[42]。